# Pachycondyla pumicosa
Pachycondyla pumicosa är en myrart som först beskrevs av Julius Roger 1860.  Pachycondyla pumicosa ingår i släktet Pachycondyla och familjen myror.

## Underarter
Arten delas in i följande underarter:
- P. p. pumicosa
- P. p. sculpturata

## Bildgalleri

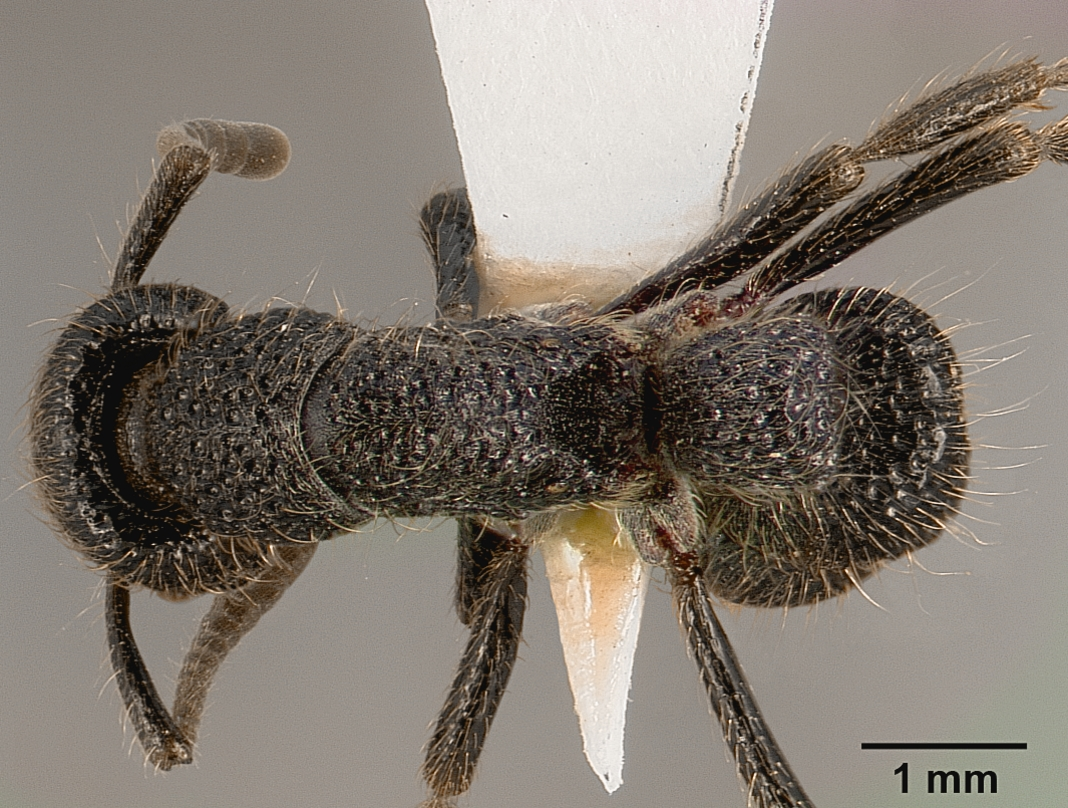
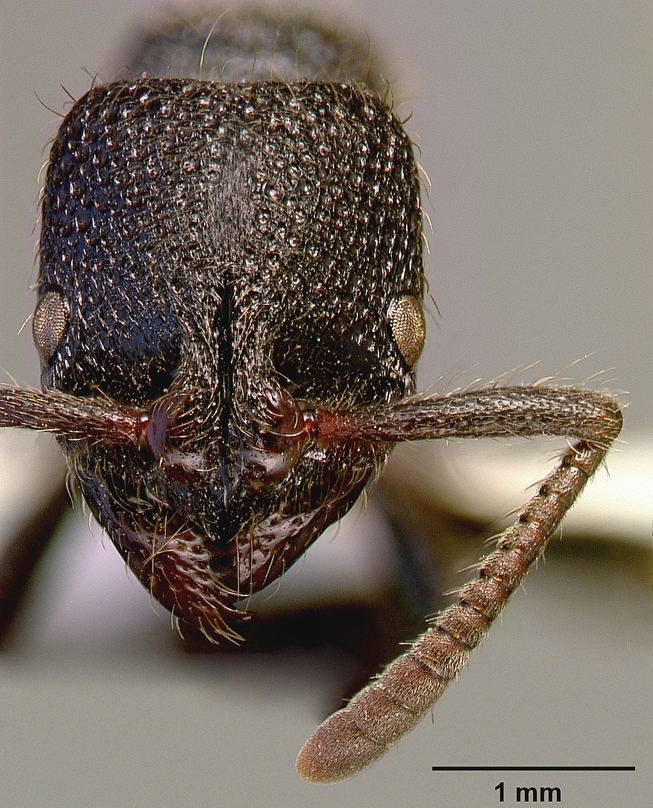
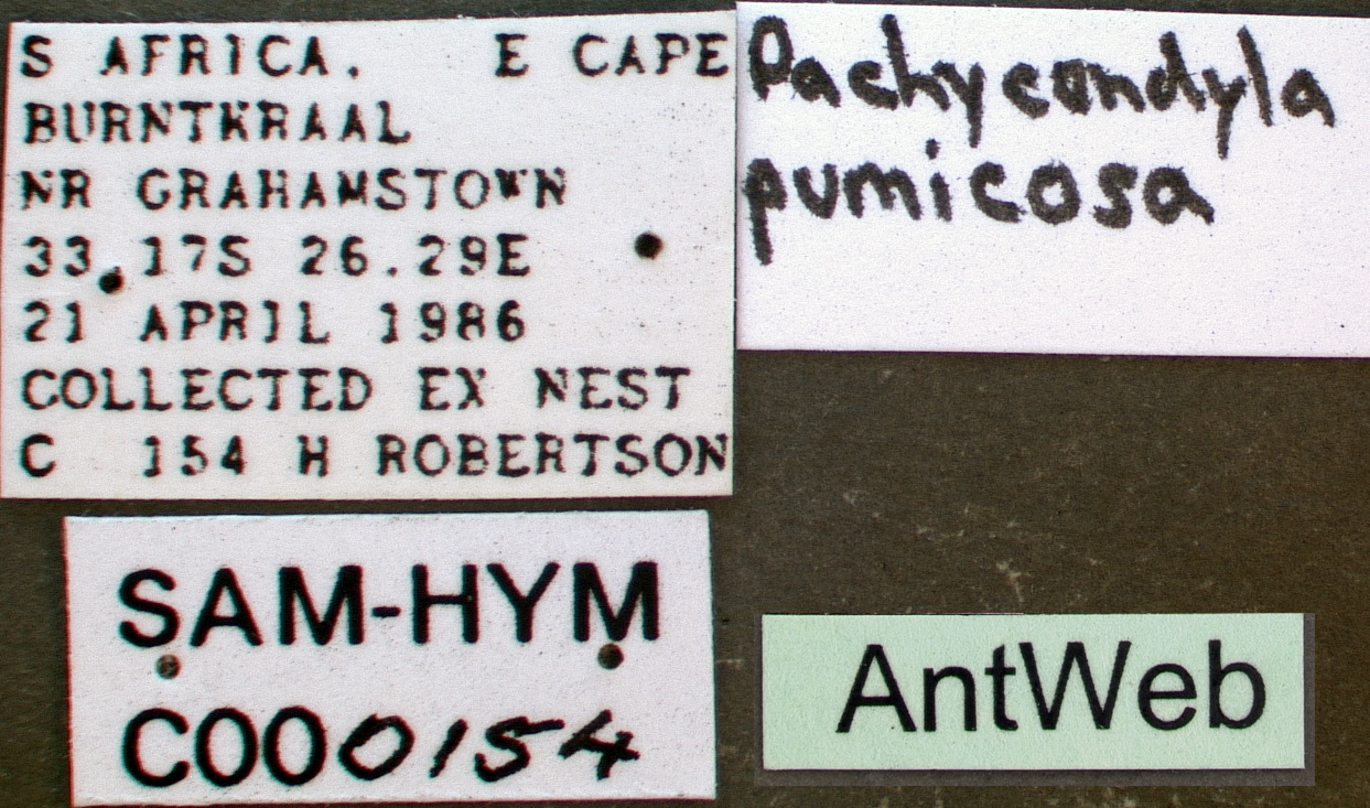
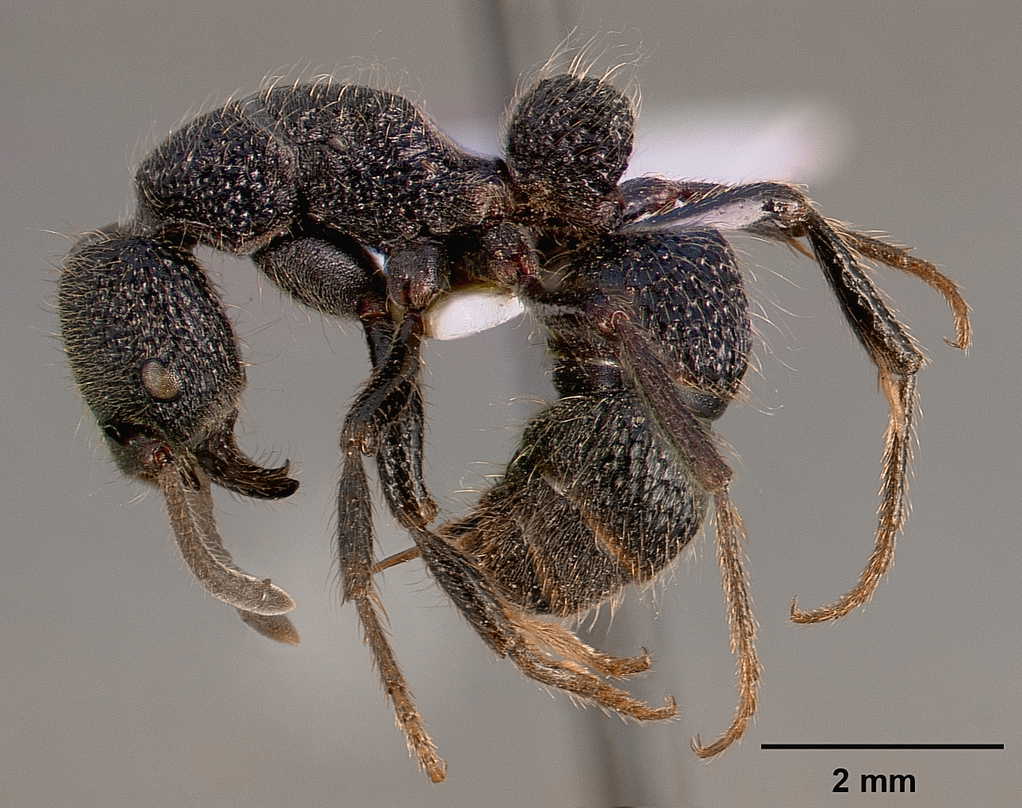
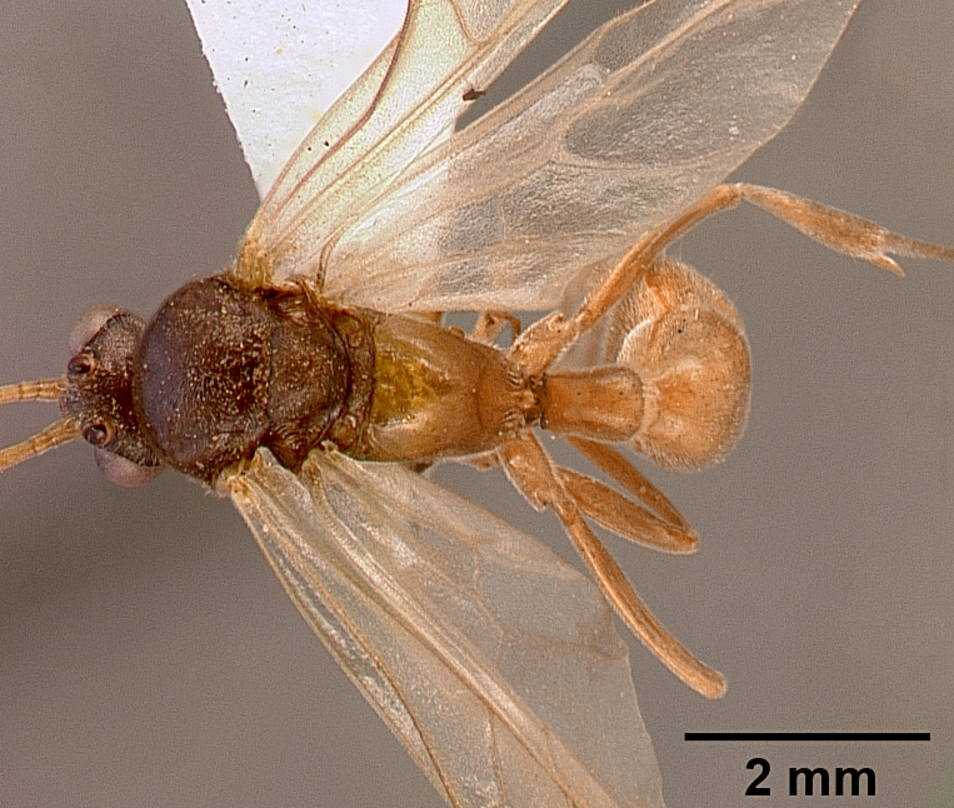
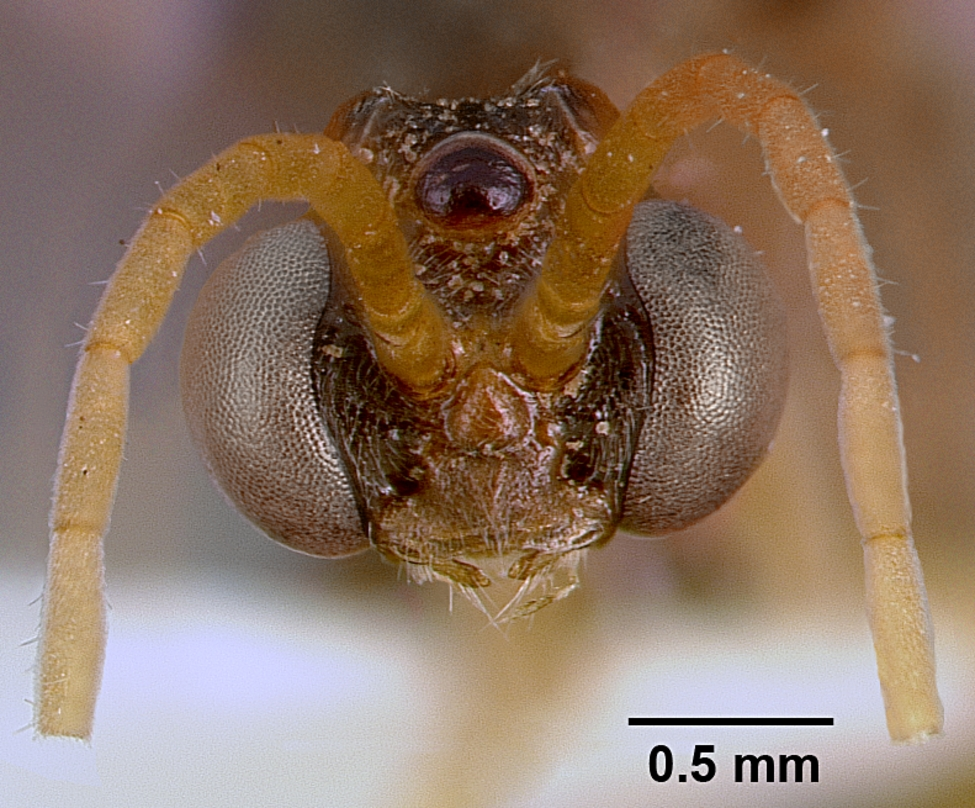